# Charles-Marie Caffieri
Pour les articles homonymes, voir Caffieri.
Charles-Marie Caffieri, (né le 22 juin 1736 à Brest, mort le 22 juin 1794 à Paris), est le fils du dessinateur et sculpteur Charles-Philippe Caffieri (1698-1766) près duquel il apprit le dessin et la sculpture, avant d'étudier à Paris à l'Académie royale entre 1760 et 1764. Il retourna ensuite à Brest travailler avec son père et devint sculpteur breveté du Roi pour la Marine de Brest.

## Biographie
En 1772, son salaire est augmenté, passant de 1000 à 1400 livres et il reçoit un bonus de 1200 livres car « depuis six ans il était chargé de ses huit frères et sœurs, et qu'il n'avait pu soutenir cette famille sans contracter des dettes, pour la somme de 4200 livres ». En 1774, il cesse son travail en raison de son mauvais état de santé et est nommé par Vergennes ingénieur-géographe au ministère des affaires étrangères.

## Œuvres
Cette liste demeure très incomplète :
- Portrait de François Florimond, comte de Crozet (1764).
- Portrait de Marie Louise Barentin, comtesse de Crozet (1764)[3].
- Portrait de Marie Madeleine Barentin, comtesse de Maumigny (1764).
- Portrait de Charles Antoine de Barentin (1764)
- Portrait de Louise Madeleine Charlotte de Barentin (1764).
- Portrait de Jean Causeur (1771, Musée de Bretagne, Rennes)

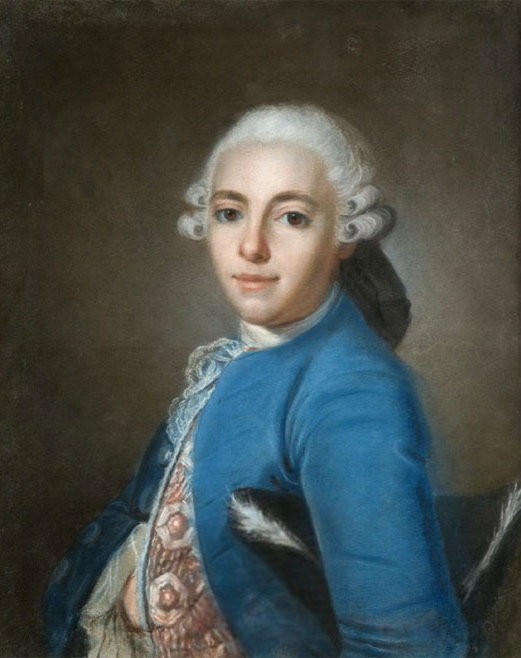
Portrait de Charles Antoine Louis de Barentin de Montchal (1746-1814) (1764)
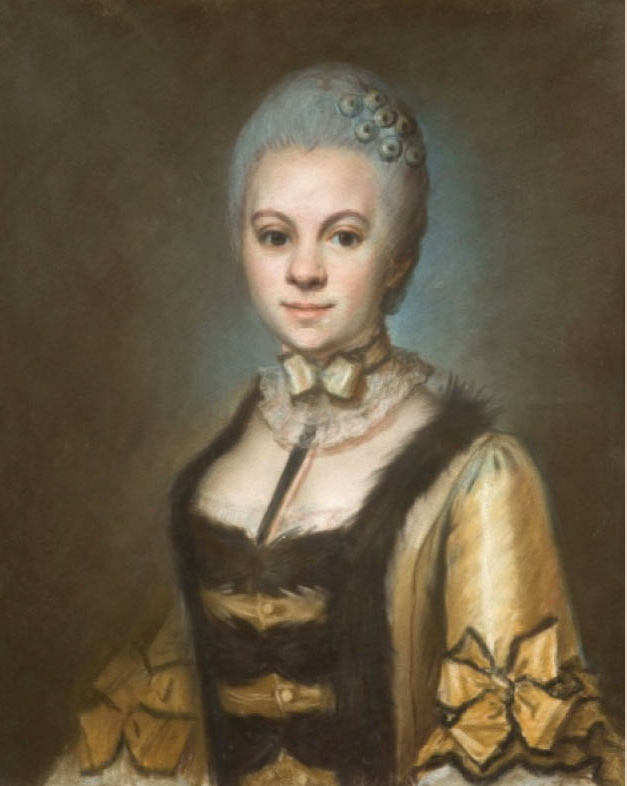
Portrait de Marie Louise Charlotte de Barentin de Montchal (1740-1816), comtesse François Florimond du Crozet de Cumignat (1764)
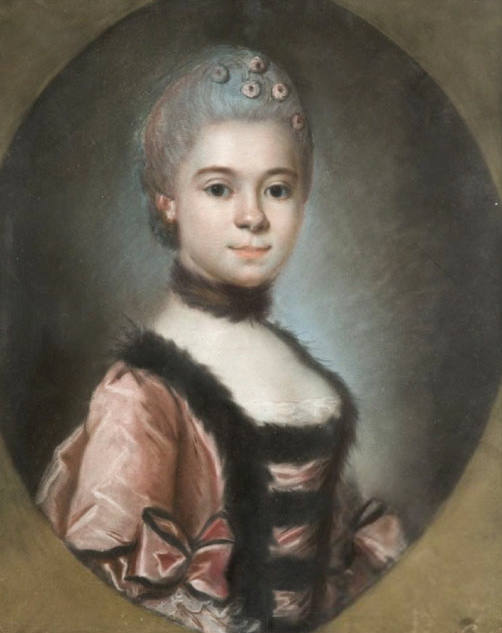
Portrait de Louise Madeleine Charlotte de Barentin de Montchal (1747-1793), épouse de Nicolas-Michel Quatresolz de Marolles (1764)
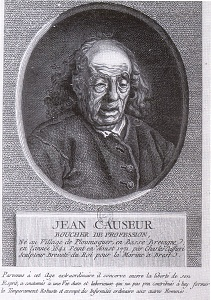
Portrait de Jean Causeur, boucher de profession (1771, Musée de Bretagne, Rennes)